# Hunspell
Hunspell es un corrector ortográfico y un analizador morfológico diseñado para idiomas con una morfología rica, compleja formación de palabras compuestas o con una codificación de caracteres distinta del ASCII de 8 bits, diseñado en un principio para el idioma húngaro.
Hunspell está basado en MySpell y es compatible con versiones anteriores de diccionarios de MySpell. Mientras MySpell utiliza la codificación de caracteres ASCII de 8 bits, Hunspell puede usar diccionarios con codificación UTF-8.
Hunspell es el corrector ortográfico de:
- Apache OpenOffice, la suite ofimática multiplataforma (a partir de la versión 2.0.2 publicada el 8 de marzo de 2006).
- LibreOffice, suite ofimática multiplataforma bifurcación de la anterior
- Thunderbird
- Firefox, a partir de la versión 3.
- SeaMonkey, a partir de la versión 2.
- WinShell, un IDE para Tex/LaTeX bajo Windows.
- Yudit, un editor de texto Unicode para el sistema de ventanas X.
- Opera, en la versión 10.0 para Windows.
- Google Chrome y su variante de código abierto Chromium, navegadores desarrollados por Google.
- Word Show (enlace roto disponible en Internet Archive; véase el historial, la primera versión y la última)., un juego de palabras desarrollado por Vostu.

Además, Hunspell está soportado por Enchant.